# Теофілос Вореас
Теофілос Вореас (грец. Θεόφιλος Βορέας, нар.1873, Афіни — пом.1954), також Теофілос Бореас — новогрецький філософ і теолог; професор теології і філософії в Афінському університеті.

## Біографія
Теофілос Вореас народився в Афінах 1873 року.
В Афінах він отримав початкову освіту і продовжив навчання у церковній школі Різаріоса. Потім зайнявся наукою і певний час служив помічником Дімітріоса Егінітіса в Афінській обсерваторії. Зрештою широкі наукові інтереси привели його до духовної школи, де він слухав курс з філософії.
1895 році він переїхав до Німеччини і зайнявся філософськими та психологічними дослідження в Університеті Лейпцигу. Там він продовжив освіту під керівництвом професора Вільгельма Вундта і успішно працював в лабораторії психології, а 1889 року отримав докторський ступінь з філософії.
Після повернення до Греції 1900 року призначений професором богослов'я і директором школи у Триполі, Аркадія. 1912 року призначений професором на факультеті філософії Афінського університету, де він викладав до 1949 року. Від 1926 року став членом Афінської академії, від моменту її заснування.
Теофілос Вореас стояв біля витоків наукової філософської та психологічної традиції в Греції. Він був доповідачем науковцем в галузі експериментальної психології і засновником першої психологічної лабораторії в Греції 1925 року. На 1929—1930 навчальний рік був обраний ректором Афінського університету.
Заповів свою колекцію із 3583 книг муніципалітету Маруссі, таким чином заснував наукову Бібліотеку Вореаса, фонд якої нині нараховує близько 18000 томів. Сьогодні нащадки родини Вореаса живуть також в Маруссі.